# أولكسندر نازارينكو
أولكسندر نازارينكو (بالأوكرانية: Назаренко Олександр Євгенійович)‏ هو لاعب كرة قدم أوكراني في مركز الوسط، ولد في 1 فبراير 2000 في دنيبرو في أوكرانيا. لعب مع نادي دنيبرو دنيبروبتروفسك.

## وصلات خارجية
- أولكسندر نازارينكو على موقع الاتحاد الأوربي (الإنجليزية)
- أولكسندر نازارينكو على موقع اتحاد أوكرانيا (الإنجليزية)
- أولكسندر نازارينكو على موقع قاعدة بيانات كرة القدم.إي يو (الإنجليزية)
- أولكسندر نازارينكو على موقع Soccerway.com (الإنجليزية)
- أولكسندر نازارينكو على موقع عالم كرة القدم.نت (الإنجليزية)